# Olios bungarensis
Olios bungarensis là một loài nhện trong họ Sparassidae.
Loài này thuộc chi Olios. Olios bungarensis được Embrik Strand miêu tả năm 1913.